# Hermann Hornbacher
Hermann Hornbacher (* 1905 in Oberhaugstett; † 1984) war ein deutscher Architekt, der unter anderem den Plan für den Wiederaufbau des Dorfes Deckenpfronn nach den Zerstörungen des Zweiten Weltkriegs entwarf.

## Leben

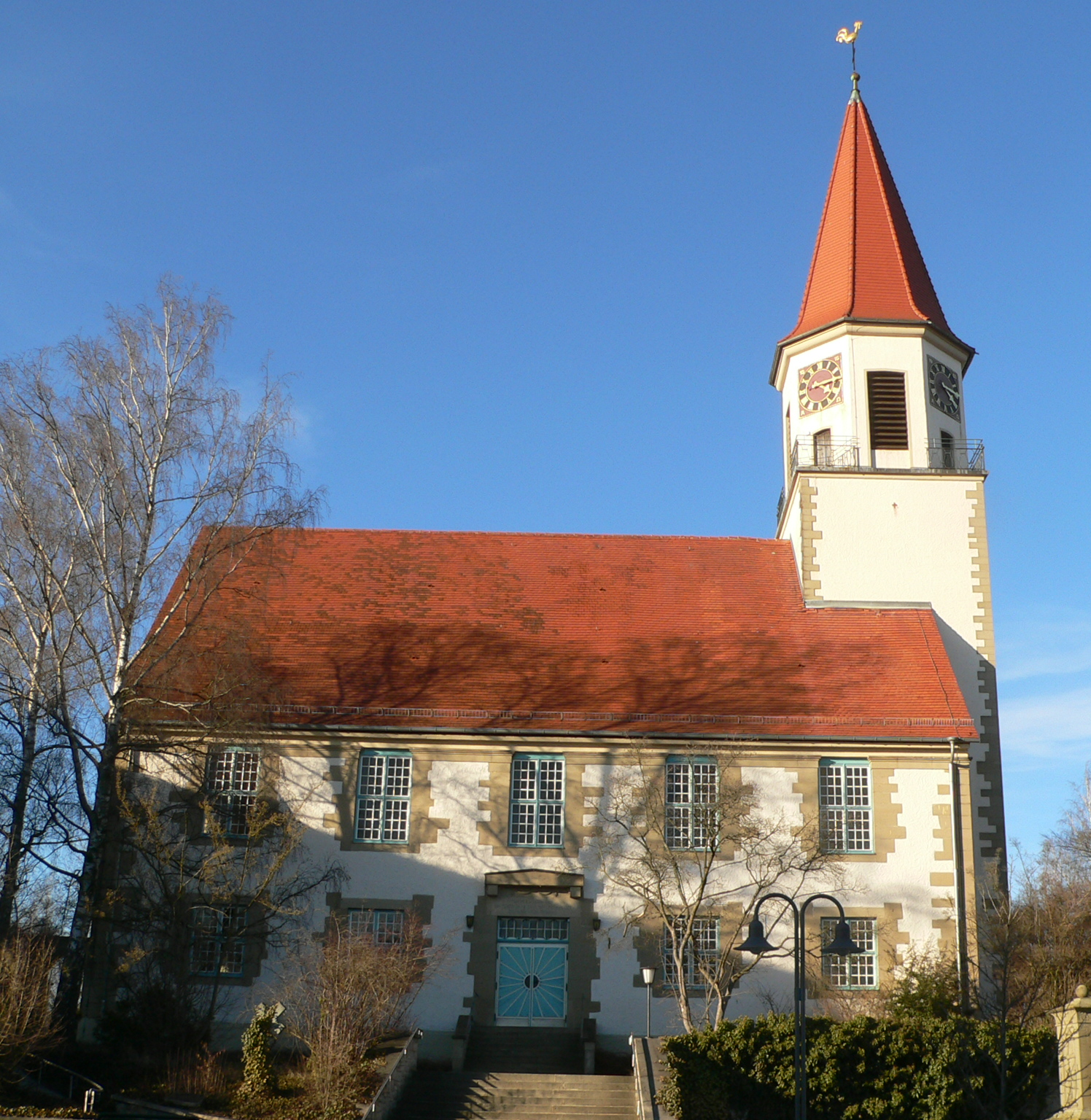
Evangelische Nikolauskirche in Deckenpfronn

Hornbacher absolvierte zunächst eine Lehre als Möbelschreiner. Mit 28 Jahren holte er das Abitur nach, um an der Technischen Hochschule Stuttgart von 1933 bis 1937 Architektur und Stadtplanung zu studieren. Seine Lehrer waren Paul Schmitthenner, Paul Bonatz und Heinz Wetzel, die zur Stuttgarter Schule gehörten.
Hornbacher arbeitete während des Zweiten Weltkriegs als Lehrbeauftragter an seiner Hochschule. Später war er beim Bau von U-Boot-Bunkern in Frankreich beteiligt.
Im Jahr 1945 kam er als freier Architekt nach Oberhaugstett zurück. Der Ortsbauplan für Deckenpfronn stammt wie viele Hausentwürfe aus seinem Büro. Bis zu seinem Tod im Jahr 1984 war er als freier Architekt tätig.